# Félix María Alcérreca
Félix María Alcérreca (Puebla (Mèxic), 18 de maig, 1845 - Coyoacán (México), 16 de gener, 1937), va ser un notari, escriptor, polític i músic mexicà.

## Biografia
Va néixer a la ciutat de Puebla i a l'edat de catorze anys va quedar orfe de pares, aconseguint continuar els seus estudis al Seminari Palafoxiano de la seva ciutat natal. En 1867 va passar a la capital de la República, on va obtenir el títol de notari públic. Va ser aficionat a la música i les seves composicions musicals van obtenir diploma i medalla a les Exposicions de la República i a les Internacionals de París el 1889 i de Chicago el 1893. Va compondre una missa completa per a cors amb acompanyament d'orquestra. També es va dedicar al periodisme i va escriure diverses cròniques i estudis crítics en diferents diaris de Mèxic. Va ser membre de la Societat Mexicana de Geografia i Estadística i tresorer de la Premsa Associada de Mèxic, a més de fundar diverses societats artístiques i literàries i pertànyer moltes mexicanes i d'altres països. En la seva faceta com a polític va ser diputat al Congrés de la Unió; a la Cambra va exercir el càrrec de pro-secretari i també va ser membre de diverses comissions. Ocupà igualment el lloc de rector o president del Nacional Col·legi d'Escribanos.